# 山东农业工程学院
山东农业工程学院位于中华人民共和国山东省的济南市、德州市和淄博市，实行三市办学，是一所普通本科院校，学校前身是1971年组建的山东省“五七”干部学校；1983年经山东省人民政府批准，国家教委备案，改建为山东省农业管理干部学院；2013年经国家教育部批准改制为全日制普通本科高校。目前学校为山东省属正厅级事业单位。

## 机构设置

### 党政群团
- 党委（学校）办公室
- 组织人事处（党校、人才工作办公室）
- 宣传部（统战部）
- 纪委办公室（监察室）
- 离退休工作处
- 学生工作处（武装部）、团委
- 工会
- 教务处（教师发展中心）
- 科技处
- 发展规划办公室
- 财务处
- 审计处
- 资产管理处
- 保卫处
- 后勤管理处
- 北校区管理办公室
- 图书馆
- 实验室管理中心
- 网络信息中心
- 实习农场

### 院系设置
- 食品科学与工程学院
  - 食品科学与工程（本科）
  - 食品质量与安全（本科）
  - 食品营养与检测（专科）（中澳合作）
  - 食品营养与检测（专科）
  - 食品质量与安全（专科）
- 机械电子工程学院
  - 电气工程及其自动化（本科）
  - 机械电子工程（本科）
  - 机械工程（本科）
  - 汽车检测与维修技术（专科）
  - 电气自动化技术（专科）
- 信息科学与工程学院
  - 物联网工程（本科）
  - 信息安全（本科）
  - 计算机应用技术（专科）
  - 软件技术（专科）（校企合作）
  - 计算机网络技术（专科）（校企合作）
- 国土资源与测绘工程学院
  - 测绘工程（本科）
  - 土地资源管理（本科）
  - 工程造价（本科）
  - 建设工程管理（专科）
  - 建设工程管理（专科）（校企合作）
  - 国土资源调查与管理（专科）
  - 地籍测绘与土地管理（专科）
  - 房地产检测与估价（专科）
- 环境科学与工程学院
  - 环境生态工程（本科）
  - 畜牧兽医（专科）
  - 农村能源与环境技术（专科）
- 园林科学与工程学院
  - 设施农业科学与工程（本科）
  - 风景园林（本科）
  - 园艺技术（专科）
  - 园林技术（专科）
  - 植物保护与检疫技术（专科）
  - 作物生产技术（专科）
- 经济管理学院
  - 物流工程（本科）
  - 金融工程（本科）
  - 农林经济管理（本科）
  - 市场营销（专科）（校企合作）
  - 证券与期货（专科）
  - 经济信息管理（专科）
  - 物流管理（专科）
- 会计学院
  - 审计学（本科）
  - 会计（注册会计师方向）（专科）
  - 会计（企业会计方向）（专科）
  - 会计（会计电算化方向）（专科）
- 人文学院
  - 商务英语（本科）
  - 商务英语（专科）
  - 文秘（速录师方向）（专科）
  - 文秘（速录师方向）（专科）（校企合作）
  - 国际商务（专科）
  - 应用韩语（专科）
  - 报关与国际货运（专科）
- 艺术学院
  - 视觉传达设计（本科）
  - 视觉传播设计与制作（专科）
  - 环境艺术设计（专科）
  - 动漫制作技术（专科）
- 马克思主义学院
- 基础课教学部
- 国际交流与合作学院
- 干部进修学院
- 继续教育学院

### 研究院
- 绿色农业工程创新研究院（淄博）[2]